# Villiers-sur-Orge
Villiers-sur-Orge ist eine französische Gemeinde mit 4576 Einwohnern (Stand: 1. Januar 2022) im Département Essonne in der Region Île-de-France; sie gehört zum Arrondissement Palaiseau und gehört zum Kanton Sainte-Geneviève-des-Bois. Die Einwohner heißen Villiérains.

## Geographie
Villiers-sur-Orge liegt an der Orge, einem Zufluss der Seine, in den hier die Yvette mündet.
Umgeben wird Villiers-sur-Orge von den Nachbargemeinden Ballainvilliers im Norden und Westen, Épinay-sur-Orge im Nordosten, Sainte-Geneviève-des-Bois im Osten und Südosten sowie Longpont-sur-Orge im Süden und Südwesten.

## Bevölkerungsentwicklung
| 1962                       | 1968 | 1975 | 1982 | 1990 | 1999 | 2006 | 2011 |
| -------------------------- | ---- | ---- | ---- | ---- | ---- | ---- | ---- |
| 754                        | 2012 | 2455 | 3298 | 3704 | 3753 | 3804 | 3886 |
| Quellen: Cassini und INSEE |      |      |      |      |      |      |      |

## Sehenswürdigkeiten

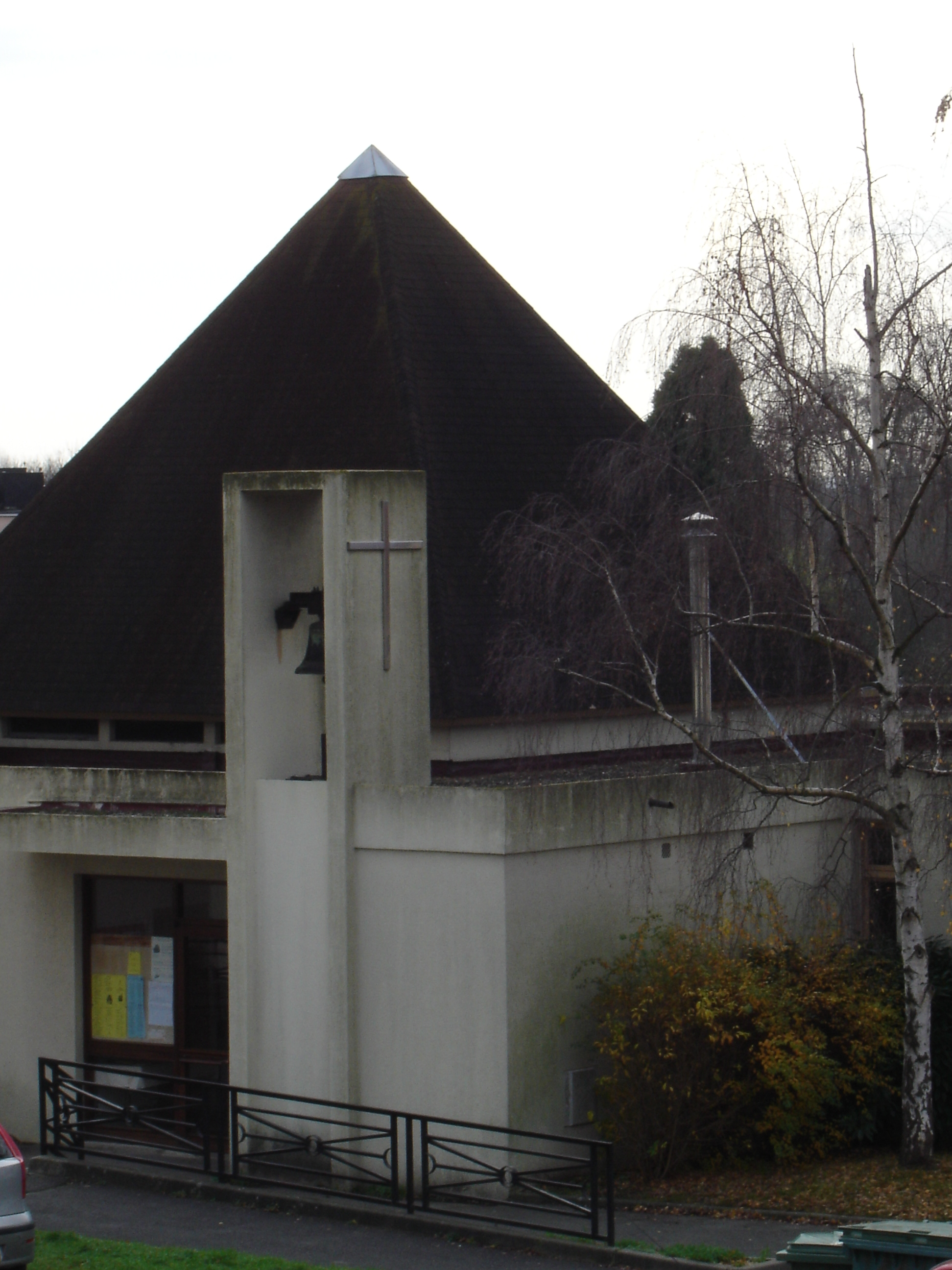
Neubau der Kapelle Saint-Claude

- Kirche bzw. Kapelle Saint-Claude

## Persönlichkeiten
- Alexandre Balthazar Laurent Grimod de la Reynière (1758–1837), Jurist und Schriftsteller
- Henry Gauthier-Villars (1859–1931), Schriftsteller und Journalist